# Verena Zimmermann
Pour les articles homonymes, voir Zimmermann.
Verena Zimmermann, née le 7 novembre 1979 à Cologne, est une actrice allemande.
Son nom d'épouse est Verena Bonato.

## Filmographie
- 1997-1999 : Unter Uns (série télévisée) : Jessica Falkenberg
- 2000-2001 : St. Angela (de) (série télévisée) : Lisa Baumann
- 2002 : Nesthocker - Familie zu verschenken (série télévisée) : Andrea
- 2002 : Coast Guard (série télévisée) : Lenja
- 2006 : Our Charly (série télévisée) : Bernadette Weber
- 2010 : The Country Doctor (série télévisée) : madame Schilling
- 2010 : Lady Pochoir (court métrage) : Lexi
- 2011 : Geister all inclusive (de) (téléfilm) : Sonja
- 2014 : Mountain Medic (série télévisée)
- 2002-2015 : Verbotene Liebe (série télévisée) : Nico von Lahnstein / Nico Brandner